# Johan De Ryck
Johan De Ryck is een N-VA-politicus. Hij woont sinds 1995 in Broechem, een deelgemeente van Ranst. Na de gemeenteraadsverkiezingen van 2018 werd hij aangeduid om vanaf 2019 de nieuwe burgemeester van de gemeente Ranst te worden. Hiermee volgde hij Lode Hofmans (Open VLD) op die voordien 18 jaar de burgemeesterssjerp mocht dragen.

## Politieke biografie
In 2012 stelde hij zich een eerste keer verkiesbaar bij de gemeenteraadsverkiezingen voor de partij N-VA. Hij haalde toen 265 voorkeurstemmen. Na deze verkiezingen werd hij fractievoorzitter van de grootste partij in de gemeenteraad van Ranst. Tijdens de verkiezingen van 2018 was hij lijsttrekker. Johan De Ryck behaalde 1452 voorkeurstemmen. N-VA en Groen vormden onmiddellijk na de verkiezingen een coalitie en De Ryck werd aangeduid als burgemeester. Hij koos ervoor om voltijds burgemeester te worden van de gemeente en gaf hiervoor zijn job op als kabinetsmedewerker bij de partij N-VA. Hij bleef burgemeester tot in december 2024 en werd nadien raadslid in de oppositie.
In 1998 was hij lokaal actief in de “werkgroep Stop de Trein” om mee te zoeken naar alternatieven voor het tweede havenspoor. Het spoor is er tot op heden niet gekomen. 
Van 2006 tot 2012 was hij voorzitter van de Milieuraad van Ranst. Hij was ook actief als secretaris van de imkersvereniging “De Liefhebbers van ’t Zoet”, deze vereniging was organisator van de grote Bijententoonstelling in 2012 naar aanleiding van het 100-jarig jubileum in Den Boomgaard. Door een toevallige bijensteek bleek hij allergisch te reageren op een steek van bijen.